# Matungao
Matungao è una municipalità di quarta classe delle Filippine, situata nella Provincia di Lanao del Norte, nella Regione del Mindanao Settentrionale.
Matungau è formata da 12 baranggay:
- Bangco
- Batal
- Batangan
- Bubong Radapan
- Cadayonan
- Matampay
- Pangi
- Pasayanon
- Poblacion (Matungao)
- Puntod
- Santa Cruz
- Somiorang